# 심장 활동전위

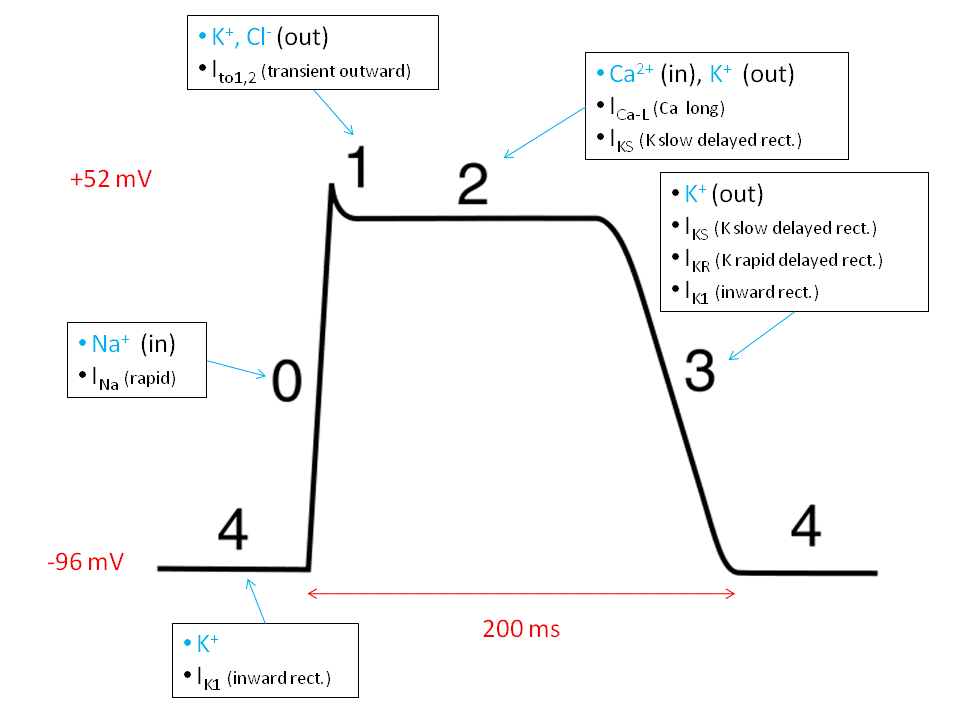
심장의 활동전위

골격근 세포의 활동 전위와 달리 심장의 활동 전위는 신경계의 활동에 의해 시작되지 않는다. 그 대신, 심장의 활동전위는 박동조율기라고 알려진 활동전위 생성 능력이 있는 특수 세포에서 생성된다. 건강한 심장에서는 박동조율 세포가 서로 뭉쳐 심장길잡이를 형성하며, 이는 우심방의 동방결절에서 발견된다. 동방결절의 박동조율 세포는 매분 약 60~100개의 활동 전위를 생성한다. 활동전위는 세포막을 따라 전달되어 세포를 수축시킨다. 동방결절의 활동으로 인해 휴식 시 심박수가 분당 약 60~100회가 정도 된다. 모든 심장근 세포는 사이원반을 통해 전기적으로 서로 연결되어 있으며 이를 통해 활동전위가 한 세포에서 다음 세포로 전달된다. 즉, 이 과정을 통해 모든 심방 세포가 함께 수축하고, 그 다음 모든 심실 세포도 함께 수축할 수 있다.

## 개요
| 요소                                                                                                | 이온 | 세포외    | 세포 내 | 비율       |
| --------------------------------------------------------------------------------------------------- | ---- | --------- | ------- | ---------- |
| 나트륨                                                                                              | Na+  | 135 - 145 | 10      | 14:1       |
| 칼륨                                                                                                | K+   | 3.5 - 5.0 | 155     | 1:30       |
| 염화물                                                                                              | Cl-  | 95 - 110  | 10 - 20 | 4:1        |
| 칼슘                                                                                                | Ca2+ | 2         | 10 −4   | 2 x 10 4:1 |
| 세포 내의 Ca 2+ 함량은 약 2 mM이지만 대부분은 세포 내 소기관(미토콘드리아 및 근소포) 내에 존재한다. |      |           |         |            |

심장의 다양한 부분에서 나타나는 심장 활동 전위의 모양.

골격근과 유사하게 심실세포의 정지막 전위, 즉, 세포가 전기적으로 자극되지 않았을 때의 전압는 약 -90 밀리볼트이다 (mV; 1mV= 0.001 V). 막 내부가 외부보다 더 마이너스의 전압을 형성하고 있다. 정지 상태에서 세포 외부에서 발견되는 주요 이온은 나트륨(Na+)과 염소(Cl-)인 반면 세포 내부는 주로 칼륨(K+)이 차지하고 있다.
활동전위는 전압이 점점 양전위로 변하면서 시작된다. 이를 탈분극 이라고 하며, 주로 Na+가 세포 내로 흐를 수 있도록 하는 나트륨 채널이 열리면서 발생한다. 잠시의 지연 이후 (절대적 불응기) 칼륨 채널이 열리고 K+가 세포 밖으로 이탈하며 막전위가 다시 음전위로 돌아가면서 활동전위가 종료된다. 이를 재분극이라고도 한다. 또 다른 중요한 이온은 (Ca2+) 으로, 세포 내부의 칼슘이 저장되어 있는 근소포체 (SR)에서 발견되며 세포 외부에서도 발견된다. 칼슘 유도 칼슘 방출 이라고 불리는 과정을 통해 SR에서 Ca2+가 방출되는 것은 활동전위의 편평기에 필수적이며 심장의 흥분수축결합에서의 기본 단계이다.
심장 활동 전위를 자발적으로 생성하는 동방결절의 박동조율기 새포와 단순히 이를 전도하는 비조율 세포(예: 심실 근세포) 사이에는 중요한 생리학적 차이가 있다. 그림 2에서 볼 수 있듯이, 표현되는 이온 채널 유형과 활성화 메커니즘의 구체적인 차이로 인해 활동전위 파형 구성에 차이가 발생한다.

### 심장자발성
심장자발성은 심장의 특수 전도 근세포가 자발적인 심장 활동 전위를 생성하는 특성으로, 자동리듬이라고도 한다. 자동성은 정상적이거나 비정상적일 수 있다. 비정상적인 경우는 특정 약물 사용과 같은 일시적인 이온 채널 특성 변화로 인해 발생하거나, 심장의 전기적 환경의 변화 (예:심근경색)으로 인해 발생한다.